# Makoto Tanaka
Makoto Tanaka (født 8. august 1975) er en japansk fodboldspiller.

## Japans fodboldlandshold
| Japans landshold | Japans landshold | Japans landshold |
| År               | Kmp              | Mål              |
| ---------------- | ---------------- | ---------------- |
| 2004             | 14               | 0                |
| 2005             | 16               | 0                |
| 2006             | 2                | 0                |
| Total            | 32               | 0                |